# Тризуб

Тризуб с малого герба Украины

Три́зуб, Трезу́б или Трезу́бец — основной элемент государственного герба Украины в форме золотого трезубца особой формы на синем поле. Происходит от одного из вариантов знаков Рюриковичей.
В прошлом — личный знак некоторых князей из княжеской династии Рюриковичей, в частности Владимира Великого и Ярослава Мудрого. О происхождении и значении украинского герба Тризуба существует множество теорий, но ни одна из них не является общепризнанной. Можно выделить лишь несколько суждений, которые являются наиболее обоснованными. Например, трактовки Тризуба как стилизованного изображения или божества небесного огня сокола — Рарога; или якоря-креста; или же это «оружие богов» — птица-молния в синем небе.

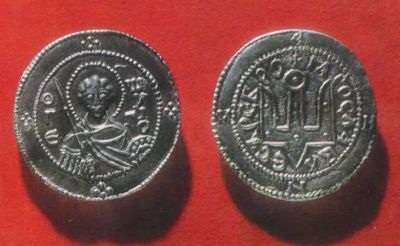
Новгородский сребреник Ярослава Мудрого, XI век

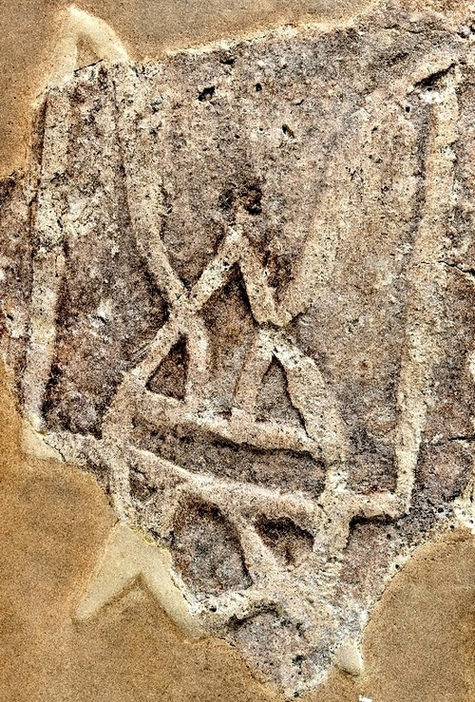
Тризуб, Десятинная церковь

Эмблема НТС

Термин «тризуб» придумал российский историк Н. М. Карамзин, который в своей «Истории государства Российского» в 1816 году, описывая сребреники князя Ярослава, отметил, что в середине оборотной стороны находится знак, «подобный тризубу».
В Скандинавии и в Северной Европе, откуда, вероятно, происходит Рюрик, знаков, подобных Тризубу, вообще не обнаружено.